# Christoph Friedrich Wilhelm vom Hagen
Christoph Friedrich Wilhelm vom Hagen, ab 1803 Graf vom Hagen (* 1. September 1754 in Stöckey; † 29. Juli 1813 in Berlin) war ein preußischer Geheimer Oberfinanzrat und Stammvater des gräflichen Zweiges des thüringischen Adelsgeschlechts Hagen.

## Leben
Christoph Friedrich Wilhelm vom Hagen war ein Sohn von Wilhelm Adolf vom Hagen (1721–1787) und Sophie Christine Juliane, geb. von Wintzingerode († 1797). Sein Onkel war der preußische Minister Ludwig Philipp Freiherr vom Hagen (1724–1771). Bis zum 14. Lebensjahr erhielt er Privatunterricht und ging dann zur Vorbereitung auf ein Studium 1768 auf das Pädagogium nach Halle. 1771 begann er, zusammen mit seinem Bruder Ludwig Philipp Adolph (* 1755), ein Studium an der Universität Halle. Er absolvierte das triennium, finanziert durch eine „Electen-Praebende“ des Domstifts Halberstadt, und studierte teils die Rechte, teils Kameralwissenschaften. Im Januar 1775 wurde er bei der Kriegs- und Domänenkammer Magdeburg als Referendar angestellt, absolvierte 1777 das Rigorosum im Beisein des Ministers von Derschau und wurde anschließend zum Kammerassessor in Magdeburg ernannt. 1779 erhielt er eine Bestallung als Kriegs- und Domänenrat bei der Kriegs- und Domänenkammer in Kleve. Er rückte später in die Pepinière des Generaldirektoriums ein, wurde 1787 Finanzrat im Generaldirektorium und blieb dort bis zu seinem Tod im Jahr 1813. Er war in den Johanniter-Orden aufgenommen worden und wurde 1790 Ehrenmitglied der Preußischen Akademie der Künste. Anlässlich der Huldigung in Hildesheim wurde er im Juli 1803 von Friedrich Wilhelm III. in den preußischen Grafenstand erhoben. Bestattet ist er in einer Gruft, die ein Anbau der St.-Laurentius-Kirche Möckern ist. Dort liegen seine sterblichen Überreste zusammen mit denen seines Onkels, Ludwig Philipp Freiherr vom Hagen.

## Besitz
Christoph Friedrich Wilhelm vom Hagen war Erbherr auf Möckern, das ihm sein Onkel vererbt hatte, mit Dalchau und Zeddenick, Stöckey, Ober-Gebra und Hüpstädt. 1796 erwarb er das Palais Wilhelmstraße 72 in Berlin.

## Familie
Christoph Friedrich Wilhelm vom Hagen war verheiratet mit Friederike Freiin von Wilcke (1763–1829). Sein Sohn, Adelbert Graf vom Hagen, wurde preußischer Kammerherr, die Tochter Emma heiratete den Rittmeister von Tronchin. Seine Geschwister waren Ludwig Philipp Adolph (* 1755), Dorothea Freiin vom Hagen († 1807), Stiftsdame in Quernheim, Christoph Philipp Heinrich (1769–1794), Ludwig Philipp Wilhelm (1770–1842), Sophia Wilhelmine, Hofdame bei Königin Luise, und eine weitere Schwester.